# Joris van Spilbergen
Joris van Spilbergen (1568, Anvers - 1620, Bergen-op-Zoom) est un navigateur néerlandais.

## Biographie

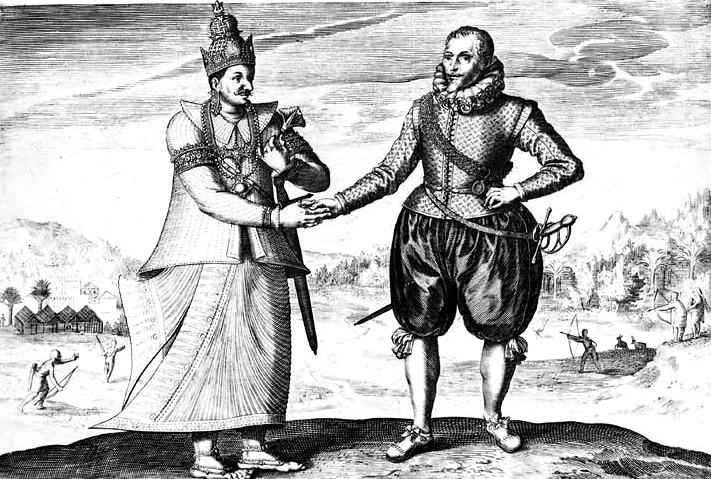
Spilbergen rencontrant le roi Vimaladharmasuriya I en 1602.

Il commence sa carrière en mer, comme aspirant au Fort Rammekens. Il devient ensuite marchand à Middelburg, mais fait faillite. Sa première expédition se déroule en 1598 au service de la compagnie de Moucheron, quand il[Qui ?] navigue vers les côtes africaines. Balthasar Moucheron cherchait alors un poste de ravitaillement pour ses navires. Spilbergen conquiert temporairement sur les Portugais l'île de Principe.
Il partit pour l'Asie le 5 mai 1601, à la tête d'une flotte de 3 navires, le Ram, le Schaap et le Lam, de la compagnie de Moucheron (une compagnie marchande précédant la création de la Compagnie néerlandaise des Indes orientales). 
Spilbergen est le premier Néerlandais à Ceylan (actuel Sri Lanka). Il y rencontre en 1602 le roi de Kandy Vimaladharmasuriya I, avec lequel il a des relations amicales et discute de la possibilité de faire commerce de cannelier de Ceylan.
Il revient en 1604 aux Pays-Bas. En 1607, il sert Jacob van Heemskerk à bord de l'Aeolus lors de la bataille de Gibraltar. En 1609, il est en France, lorsque Henri IV cherche à établir une Compagnie française des Indes.
En 1614, il franchit le détroit de Magellan et mène des raids contre les colonies espagnoles de la côte de Californie. Il combat contre Sebastian Vizcaino et Nicolas de Cardona. Il fait une circumnavigation et retourne en Hollande en 1617.
Il meurt pauvre à Bergen-op-Zoom en janvier 1620.